# Ciarka
Ciarka (Duits: Schiorke) is een dorp in de Poolse woiwodschap Opole. De plaats maakt deel uit van de gemeente Lasowice Wielkie.